# تخم (فیلم)
تخم (انگلیسی: The Egg) یک فیلم کمدی صامت و کوتاه به کارگردانی گیلبرت پرت است که در سال ۱۹۲۲ منتشر شد. از بازیگران آن می‌توان به استن لورل اشاره کرد.